# Chams Pahlavi
La princesse Chams ol-Molk Pahlavi ou Chams Pahlavi (en persan: شمس پهلوی), née à Téhéran le 18 octobre 1917 et décédée à Santa Barbara (Californie, États-Unis) le 29 février 1996, est la sœur aînée du dernier chah d’Iran, Mohammad Reza Pahlavi. Elle est la fille de Reza Pahlavi et de sa deuxième femme Tadj ol-Molouk. 

## Fratrie
La princesse Chams a une sœur et deux frères cadets :
- Mohammad Reza Pahlavi (1919-1980), chah de 1941 à 1979, père de cinq enfants dont le prince héritier (Vali Ahd-i-Iran) Reza Pahlavi (né en 1960) ;
- la princesse (chahdokht) Ashraf Pahlavi (1919-2016) ;
- le prince (chahpour) Ali-Reza (1922-1954) , père du prince (chahpour) Ali Patrick Pahlavi (né en 1947), premier (après le prétendant Reza Pahlavi né en 1960) dans l’ordre de succession au Trône du paon (depuis 2011).

Elle a également des demi-frères et demi-sœurs, issus d’unions antérieure et postérieures contractées par Reza Shah:
- la princesse (chahdokht) Fatemah Khanoum Hamdam ous-Soultana, dite Fatemeh Pahlavi (1903- 1992) ;
- le prince (chahpour) Gholam-Reza Pahlavi (1923-2017) ;
- le prince (chahpour) Abdol Reza Pahlavi (1924-2004) ;
- le prince (chahpour) Ahmad Reza Pahlavi (1925-1981) ;
- le prince (chahpour) Mahmoud Reza Pahlavi (1926-2001) ;
- la princesse (chahdokht) Fatimah Pahlavi (1928-1987) ;
- le prince (chahpour) Hamid Reza Pahlavi (1932-1992), devenu Hamid Islami après la Révolution iranienne, privé de son titre de noblesse par son demi-frère Mohammad Reza, mort à la prison d'Evin.

## Mariages et descendance

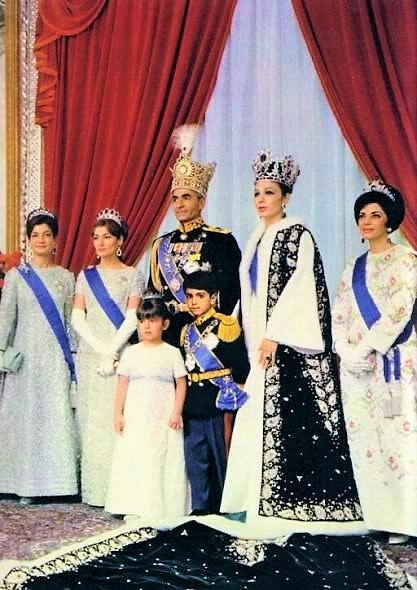
De gauche à droite, la princesse Ashraf, la princesse Shahnaz, l'empereur d'Iran Mohammad Reza, la chahbanou Farah et la princesse Chams Pahlavi. Au milieu, en avant-plan, la princesse Farahnaz et le prince héritier Reza.

La princesse Chams se maria deux fois :
- le 4 mars 1937, le même jour que sa sœur Ashraf, elle épousa en premières noces au palais du Golestan le lieutenant-général H.E. Fereydoune Jam (1914-2008), fils du Premier ministre Mahmoud Jam. Militaire de carrière, il occupa par la suite le poste d'ambassadeur d'Iran en Espagne de 1971 à 1975. Si ce mariage de raison ne fut pas heureux, le couple eut toutefois une fille dont l'identité demeure peu connue. En septembre 1941, alors qu'elle était désormais séparée de son époux, la princesse Chams suivit son père sur le chemin de l'exil, à l’île Maurice et en Afrique du Sud, aussitôt que ce dernier eût signé l’acte d'abdication en faveur de son fils, Mohammad Reza. De retour en Iran, elle divorça en 1944 et entama une nouvelle relation avec son professeur de musique, le violoniste Ezzatollah Minbashian.
- le 21 juin 1945, bravant le refus de son frère, la princesse Chams épousait son amant au Caire. Cette union et la conversion du couple au catholicisme eut pour conséquence la disgrâce de la sœur aînée du chah. Privée de son rang et de ses titres nobiliaires, la princesse Chams devint persona non grata à la Cour impériale de Téhéran. Elle fit l'objet d'une mesure d'éloignement de 1945 à 1947, période durant laquelle elle s'installa aux États-Unis où elle mit au monde son premier fils. À l'issue d'un processus de réconciliation, le couple put revenir en Iran. La princesse retrouva ses titres et privilèges, tandis qu'Ezzatollah Minbashian devint désormais S.E. Mehrdad Pahlbod. Bénéficiant de l'influence que la reine-mère Tadj ol-Molouk avait sur le chah, Mehrdad Pahlbod allait occuper de hautes fonctions dans la sphère culturelle : devenu directeur du département général des beaux-arts, le second époux de la princesse Chams hérita du portefeuille de ministre de la culture et des arts de 1964 à 1978. Il occupa ce poste jusqu'à la Révolution iranienne. De son union avec la princesse Chams naquirent deux garçons et une fille: le prince (Vala Gohar) Shahboz Pahlbod (né le 6 décembre 1946), le prince (Vala Gohar) Shahyar Pahlbod (né le 21 juillet 1949) et la princesse (Vala Gohari) Shahrazad Pahlbod (née le 12 septembre 1952).

## Biographie
Elle accueille sa mère Tadj ol-Molouk le 30 décembre 1978 dans sa villa de Beverly Hills, mais des étudiants islamistes iraniens ayant tenté de mettre le feu à sa maison, les deux femmes se réfugient le 2 janvier 1979 dans la propriété de l'ancien ambassadeur Walter Annenberg à Palm Springs. La princesse s'installe plus tard à Acapulco.

## Pour aller plus loin